# Anchistrocheles bradyi
Anchistrocheles bradyi is een mosselkreeftjessoort uit de familie van de Bythocyprididae. De wetenschappelijke naam van de soort is voor het eerst geldig gepubliceerd in 1905 door Scott.